# Insercja

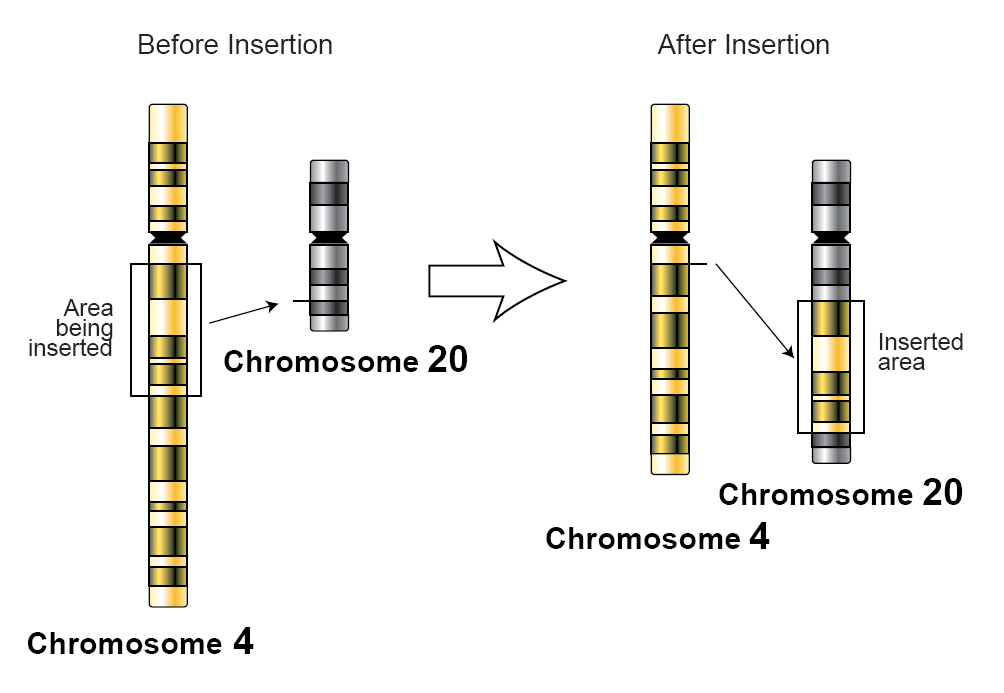
Schemat pokazujący mechanizm insercji na poziomie całego chromosomu.

Insercja (interkalacja) – najczęściej spontaniczna mutacja genu polegająca na wstawieniu krótkiej sekwencji DNA w obrębie pojedynczego genu albo wstawieniu dłuższego fragmentu chromosomu. Wstawienie przynajmniej jednego nukleotydu. Insercja trójki nukleotydów powoduje powstanie dodatkowego aminokwasu w łańcuchu (insercja kodonu kodującego dany aminokwas pomiędzy dwa kodony, lub insercja jednego kodonu w drugi z wytworzeniem dwóch nowych, np. ATT dodane pomiędzy C i T kodonu CTG daje CATTTG, czyli CAT TTG). Insercja liczby nukleotydów niebędącej wielokrotnością liczby 3 prowadzi do przesunięcia ramki odczytu i zmiany wszystkich kodonów od miejsca insercji począwszy.